# Озёрный дворец
Озёрный дворец — бывшая летняя резиденция махарадж Джаг-Нивас, ныне отель из белого мрамора, расположенный на естественном скальном основании острова Джаг-Нивас на озере Пичола (англ.), в городе Удайпур, в Индии. При отеле работают лодки, который перевозят гостей от пристани на остров. Площадь отеля 16 000 м², количество номеров — 83.

## История
Строительство здания продолжалось с 1743 года по 1746 год по велению махараны (англ.) Удайпура Джагат Сингха II (en:Jagat Singh II) (62-й в королевской династии Мевара). Дворец был летней резиденцией махарадж, первоначально он назывался Джаг-Нивас или Джан-Нивас по имени основателя. Махарана, правящий Удайпуром с 1628 по 1654 год, был очень дружен с Великим Моголом Шах-Джаханом и посылал своих мастеров к нему, чтобы повторить в своём дворце изысканную архитектуру Агры. Дворец был построен лицом на восток, что позволяло его жителям молиться богу Солнца на восходе. Поколения правителей Удайпура использовали этот прохладный дворец для летнего отдыха и для проведения дурбаров в его дворах, огороженных колоннадами, с его террасами, фонтанами и садами.
Верхние комнаты дворца имеют форму круга диаметра около 6,4 метра. Пол инкрустирован чёрным и белым мрамором, в стенах находятся ниши, украшенные арабесками из разноцветных камней в том же стиле, что и в Тадж-Махале, хотя паттерны стали индуистскими, форма купола также была изменена. Среди достопримечательностей дворца можно отметить комнату из 12 мраморных глыб, трон Шах-Джахана вырезанный из монолитного камня, небольшую мечеть, посвящённая Капурия Баба, местному мусульманскому святому.
Во время восстания сипаев в 1857 году несколько семей европейцев бежали из города Нимач и нашли убежище во дворце, которое им предложил махарана Сваруп Сингх. По его приказу были уничтожены все лодки в городе, чтобы восставшие не смогли добраться до острова.
К второй половине XIX века, под воздействием времени и погоды, «уникальный водный дворец Удайпура» (по мнению Фергюсона) сильно обветшал. Пьер Лоти описывал Джаг-Нивас как «медленно разваливающийся под действием озёрной влаги». Посетившие памятник примерно в то же время два колониальных велосипедиста: Фанни Баллок Уоркмэн и её муж Уильям Хантер Уоркмэн были огорчены «дешёвым и безвкусным стилем» оформления интерьеров дворца с «наполнением в виде древней европейской мебели, деревянных часов, орнаментов из цветного стекла и детских игрушек, всё это кажется посетителю не соответствующим месту, где он ожидал увидеть действительное восточное великолепие».
Во время правления Бхопал Сингха (1930-55) был пристроен ещё один павильон — Чандра Пракаш, но в остальном Джаг-Нивас оставался в всё том же состоянии упадка. Джеффри Кендал, известный английский актёр, описывал дворец во время своего визита в 1950 году как «совершенно пустой, тишину нарушало только жужжание тучи комаров».
Бхагавад Сингх решил преобразовать дворец Джаг-Нивас в первый отель класса люкс в Удайпуре. Диди Контрактор, американский художник, стал консультантом по дизайну в этом проекте. Записи Диди дают представление о жизни и характере нового махараны Удайпура: «Я работал с 1961 по 1969 год и что это было за приключение! Его Высочество, вы знаете, был настоящий монарх — каким и должен быть король. По крайней мере, по ощущениям человека, которым был одним из последних художников короля. Мне кажется, моя работа была похожа на работу художников при королевских дворах эпохи Возрождения. Это был опыт путешествия во времени, чтобы попасть совсем в другую эпоху, другой мир. Его Высочество был несколько стеснён в средствах. Видите ли, он не был в отчаянном положении, но когда он вступил на престол он унаследовал большие проблемы, так например, что делать с 300 танцовщицами, которые принадлежали его предшественнику — махаране Бхопал Сингху. Он попытался предложить им стипендию, чтобы они стали медсестрами, но они не хотели выходить из дворца, так что он мог сделать? Он должен был держать их. Они уже были старухами в это время и во время торжественных случаев я помню, что когда они пели и танцевали со опущенными гунгхатами (вуалями), то иногда они приподнимались, чтобы показать старое высохшее лицо. У него также было двенадцать государственных слонов. И всё это имело свойство ещё более ухудшаться. Здания на острове Джаг-Нивас буквально разваливались на части, поэтому Озёрный дворец превратили в отель, так как в то время казалось, что это единственный путь к сохранению уникального памятника… Это на самом деле была работа по спасению дворца».
В 1971 году управление отелем перешло в руки компании «Taj Hotels Resorts and Palaces» (им сейчас принадлежит большинство бывших дворцов Индии). Они добавили ещё 75 номеров. Джамшид Д. Ф. из Taj Group был одним из ключевых людей, участвующих в восстановлении оригинального вида комплекса. Он был первым Главным менеджером отеля, самым молодым в то время в Индии.
В 2000 году была проведена вторая большая реставрация комплекса.
«Королевские дворецкие» (Royal Butlers), работающие в отеле, являются потомками прислуги дворца.

## Интересные факты
- Как бывшая королевская резиденция и отель, Озёрный дворец Удайпура заслужил любовь[обтекаемое выражение] посещавших его Лорда Кёрзона, Вивьен Ли, королевы Елизаветы II, Жаклин Кеннеди.[3]
- Интерьеры дворца занимают значительную часть фильма о Джеймсе Бонде 1983 года — «Осьминожка», как дом героини Осьминожки, которую сыграла Мод Адамс. В этом фильме снят и второй дворец построенный на берегу озера Пичало — Муссонный дворец[англ.], построенный в 1620 году на близлежащей горе.
- Дворец также снимали в 1984 году в британском телесериале «Жемчужина короны»[англ.] в качестве гостевого дома наваба Мирата.
- Озеро имеет небольшую глубину и сильно страдает от засух, наименьший уровень был зафиксирован в 2008 году.
- В некоторые комнаты можно попасть только через люк в потолке.[3]